# Dwight Filley Davis
Dwight Filley Davis (* 5. Juli 1879 in St. Louis, Missouri; † 28. November 1945 in Washington, D.C.) war ein US-amerikanischer Politiker, Tennisspieler und Begründer des Davis Cups.

## Biographie
Davis Vater Oliver Filley war von 1858 bis 1861 Bürgermeister von St. Louis. Sein Cousin Chauncey Ives Filley hatte selbiges Amt von 1863 bis  1864 inne. 
Er stiftete als Student in Harvard den Davis Cup; eine Trophäe aus Silber, die nach Davis selbst benannt wurde und der seit 1900 alljährlich ausgetragen wird. In den Anfangsjahren war der Name noch ein anderer.
Davis gewann mit der amerikanischen Mannschaft 1900 und 1902 den Mannschaftswettbewerb. Er gewann im Doppel mit Holcombe Ward von 1899 bis 1901 die US Open. 1901 stand er mit Ward zudem im Finale von Wimbledon. 1904 nahm er an den Olympischen Sommerspielen teil. Im Einzel konnte er ein Match gewinnen, im Doppel schied er mit seinem Partner im Viertelfinale aus. 1956 erfolgte posthum die Aufnahme in die International Tennis Hall of Fame.
Davis studierte Jura an der Washington University School of Law, praktizierte aber nie als Anwalt. Stattdessen wurde er in der Politik aktiv.  Nach dem Ende seiner Laufbahn als Tennisspieler stieg Davis als Republikaner in die Politik ein und war zunächst von 1923 bis 1925 stellvertretender Kriegsminister (Assistant Secretary of War) sowie anschließend von 1925 bis 1929 Kriegsminister im Kabinett von US-Präsident Calvin Coolidge. Anschließend löste er am 8. Juli 1929 Henry L. Stimson bzw. Eugene Allen Gilmore als Generalgouverneur der Philippinen ab. Dieses Amt übte er bis zum 9. Januar 1932 aus. Nach seinem Tod 1945 wurde Davis auf dem  St. Louis Walk of Fame mit einem Stern geehrt.